# Judo na Igrzyskach Azji Południowo-Wschodniej 2021
Turniej judo na Igrzyskach Azji Południowo-Wschodniej w 2021 został rozegrany w stolicy Wietnamu Hanoi, w dniach 18 – 22 maja 2022 roku, na terenie Hoài Đức District Sporting Hall.

## Tabela medalowa
Gospodarz zawodów został zaznaczony kolorem.
| Miejsce | Kraj      | Złoto | Srebro | Brąz | Razem |
| 1.      | Wietnam   | 9     | 4      | 2    | 15    |
| 2.      | Filipiny  | 2     | 4      | 4    | 10    |
| 3.      | Tajlandia | 1     | 2      | 6    | 9     |
| 4.      | Indonezja | 1     | 1      | 4    | 6     |
| 5.      | Mjanma    | 0     | 2      | 2    | 4     |
| .       | Laos      | 0     | 2      | 2    | 4     |
| 7.      | Malezja   | 0     | 0      | 2    | 2     |
| 8.      | Singapur  | 0     | 0      | 1    | 1     |
| .       | Kambodża  | 0     | 0      | 1    | 1     |
| Razem   | Razem     | 13    | 13     | 26   | 52    |

## Wyniki

### mężczyźni
| Waga                 | Złoto:                         | Srebro:                             | Brąz:                                                            |
| 55 kg                | Nguyễn Hoàng Thành             | Daryl John Mercado Honrada          | Chanthaphone Khamphounavong Jetsadakorn Suksai                   |
| 60 kg                | Chu Đức Đạt                    | Soukphaxay Sithisane                | Muhammad Alfiansyah Kiattisak Jaichuen                           |
| 66 kg                | Shugen Nakano                  | Trương Hoàng Phúc                   | Dewa Kadek Rama Warma Putra Surasak Puntanam                     |
| 73 kg                | Iksan Apriyadi                 | Keisei Nakano                       | Nguyễn Hải Bá Amir Daniel bin Abdul Majeed                       |
| 90 kg                | Lê Anh Tài                     | John Viron Ferrer                   | Gede Ganding Kalbu Soethama Wei Puyang                           |
| Kodokan goshin jutsu | Phan Minh Hạnh Trần Quốc Cường | Hà Minh Minh Đức Nguyễn Cường Thịnh | Lee Song Lim Vincent Tang Chindavon Syvanevilay Phisath Sisaketh |

### kobiety
| Waga            | Złoto:                                                                                    | Srebro: | Brąz: |
| 45 kg           | Đỗ Thu Hà                                                                                 | Pimngam Ngamluan | Sel Wee Maria Jeanalane Lopez Rodriguez |
| 48 kg           | Hoàng Thị Tình                                                                            | Wanwisa Muenjit | Meli Rosita Marta Leah Jhane Lopez Rodriguez |
| 52 kg           | Nguyễn Thị Thanh Thủy                                                                     | Khrizzie Pabulayan Mamero | Aye Mar Lar Akari Warasiha |
| 57 kg           | Rena Furukawa                                                                             | Chu Myat Noe Wai | Kamini Sri Segaran Nguyễn Thị Bích Ngọc |
| 62 kg           | Nguyễn Thị Hường                                                                          | Nwe Ni Pwint Hlaing | Eng Noun Megumi Kurayoshi |
| Katame no kata  | Nguyễn Tường Vy Mai Thị Bích Trâm                                                         | Phonevan Syamphone Viengxay Vilayphone | Trần Lê Phương Nga Nguyễn Thùy Hải Châu Pitima Thaweerattanasinp Suphattra Jaikhumkao |
| Drużynowo Mikst | Prasit Poolklang Wei Puyang Masayuki Terada Orapin Senatham Surattana Thongsri Ikumi Oeda | Qori Amrullah Al Haq Nugraha I Gede Agastya Darma Wardana Ni Kadek Anny Pandini I Dewa Ayu Mira Widari Gede Ganding Kalbu Soethama Syerina | Keisei Nakano Pablo John Viron Ferrer Dalafu Carl Dave Aseneta Malinao Rena Furukawa Lanoy Dylwynn Keith Gimena Megumi Kurayoshi Delgado Lê Anh Tài Nguyễn Hải Bá Nguyễn Châu Hoàng Lân Nguyễn Thị Hường Nguyễn Ngọc Diễm Phương Hà Thị Nga |